# Manhapa-Tarhunta
Manhapa-Tarhunta (... – post 1280 a.C.) (o anche Manapa-Tarhunta) è stato un re dello stato arzawa dell'Asia Minore denominato Terra del fiume Seha, vassallo Ittita, tra la fine del 14° e l'inizio del XIII secolo a.C..

## Biografia
Minore dei tre figli del sovrano Muwa-Walwi, il vassallo Ittita appuntato sul trono della Terra del fiume Seha da Šuppiluliuma I al termine della conquista e divisione in regni dell'area Arzawa (1340 a.C. ca), Manhapa-Tarhunta fu designato erede dal padre per ragioni a noi ignote, ed ascese al trono giovanissimo (appena 12-tredicenne), alla morte di questi, avvenuta attorno al 1321; scampò ad un tentativo di assassinio da parte dei fratelli, riparando nella terra di Karkiya (Caria) dove trovò rifugio grazie ai buoni uffici del sovrano Ittita Muršili II.
Poco tempo dopo il suo popolo scacciò il fratello maggiore, Urha-Tarhunta, pessimo governante, e Manhapa-Tarhunta, con il beneplacito degli Ittiti, poté tornare sul trono.
Seguì tuttavia il sovrano di Arzawa Minor Uhha-Ziti alcuni anni dopo (1319) nella rivolta anti-Ittita; una volta che Muršili II ristabilì però il predominio sull'area, ne implorò il perdono e dietro promessa di sottomissione venne confermato sul trono come vassallo.
Dopo oltre tre decenni di fedele vassallaggio, lo ritroviamo protagonista di un importante episodio attorno al 1285, quello narrato dalla cosiddetta Lettera di Manhapa-Tarhunta: facendo leva sull'appoggio degli Ahhiyawa popolo ormai identificato con uno o più regni micenei con ambizioni espansionistiche in Anatolia, il "pirata" (come viene definito dai testi Ittiti) Piyama-Radu assieme al genero Atpa reggente di Millawata, ha marciato sullo Stato di Wilusa, (la città anatolica che i testi classici greci chiamavano Troia), confinante con la Terra del fiume Seha, ed anch'esso vassallo Ittita; Manhapa-Tarhunta ha provato ad opporsi, ma ha riportato un'umiliante sconfitta militare e personale.
È stato così necessario che il sovrano Ittita, ora Muwatalli II, inviasse una guarnigione per recuperare Wilusa, caduta in mano a Piyama-Radu e di conseguenza agli Ahhiyawa; stante anche la coincidenza di date con le fonti classiche greche, è quanto di più vicino abbiamo storicamente alla Guerra di Troia.
Manhapa-Tarhunta, dopo aver fallito militarmente contro Piyama-Radu, si è anche dato per malato astenendosi dal partecipare alle operazioni militari di riconquista della città da parte degli Ittiti del generale Kassu e, mentre comunica la riuscita dell'impresa, professa al sovrano Ittita il proprio rincrescimento per non aver potuto combattere al fianco delle sue milizie; dal testo si desume che si tratti di un pretesto addotto dall'inetto vassallo per non rischiare di trovarsi coinvolto in un ulteriore conflitto.
Poco tempo dopo Muwatalli II stipulerà con Alaksandu, il nuovo sovrano di Wilusa, un trattato di alleanza e vassallaggio (1280) giunto sino a noi (e detto appunto Trattato di Alaksandu ), che pare la naturale conclusione delle vicende narrate nella "lettera"; nel trattato citerà ancora Manhapa-Tarhunta come sovrano della Terra del fiume Seha, ma probabilmente è l'ultimo atto che abbiamo su questo personaggio come sovrano; infatti immediatamente dopo e forse proprio a causa dell'inettitudine dimostrata nella vicenda, il re Ittita lo rimuoverà dal trono, sostituendolo con il figlio Mashturi, esiliandolo.
E tuttavia questo inaffondabile personaggio apparirà di nuovo nei futuri testi ittiti: il figlio di Muwatalli, brevemente sovrano col nome di Muršili III (1272-1265), lo richiamerà inspiegabilmente in patria , senza restaurarlo sul trono occupato dal figlio ma assegnandoli verosimilmente incarichi religiosi,  fino alla fine dei propri giorni.